# ウェールズサッカー協会
ウェールズサッカー協会（ウェールズサッカーきょうかい、英語: Football Association of Wales、ウェールズ語: Cymdeithas Bêl-droed Cymru）はウェールズにおけるサッカーを統括する競技運営団体。略称はFAW。国際サッカー連盟（FIFA）と欧州サッカー連盟（UEFA）に加盟しており、国際サッカー評議会（IFAB）の一員でもある。フットボール・アソシエーション、スコットランドサッカー協会に次ぎ、世界で3番目に古いサッカー協会である。
ウェルシュ・プレミアリーグやサッカーウェールズ代表などを組織し、国内リーグのクラブを管理する。また、イングランドのプロサッカーリーグに所属するウェールズのクラブについても管理する。